# Compas de relèvement

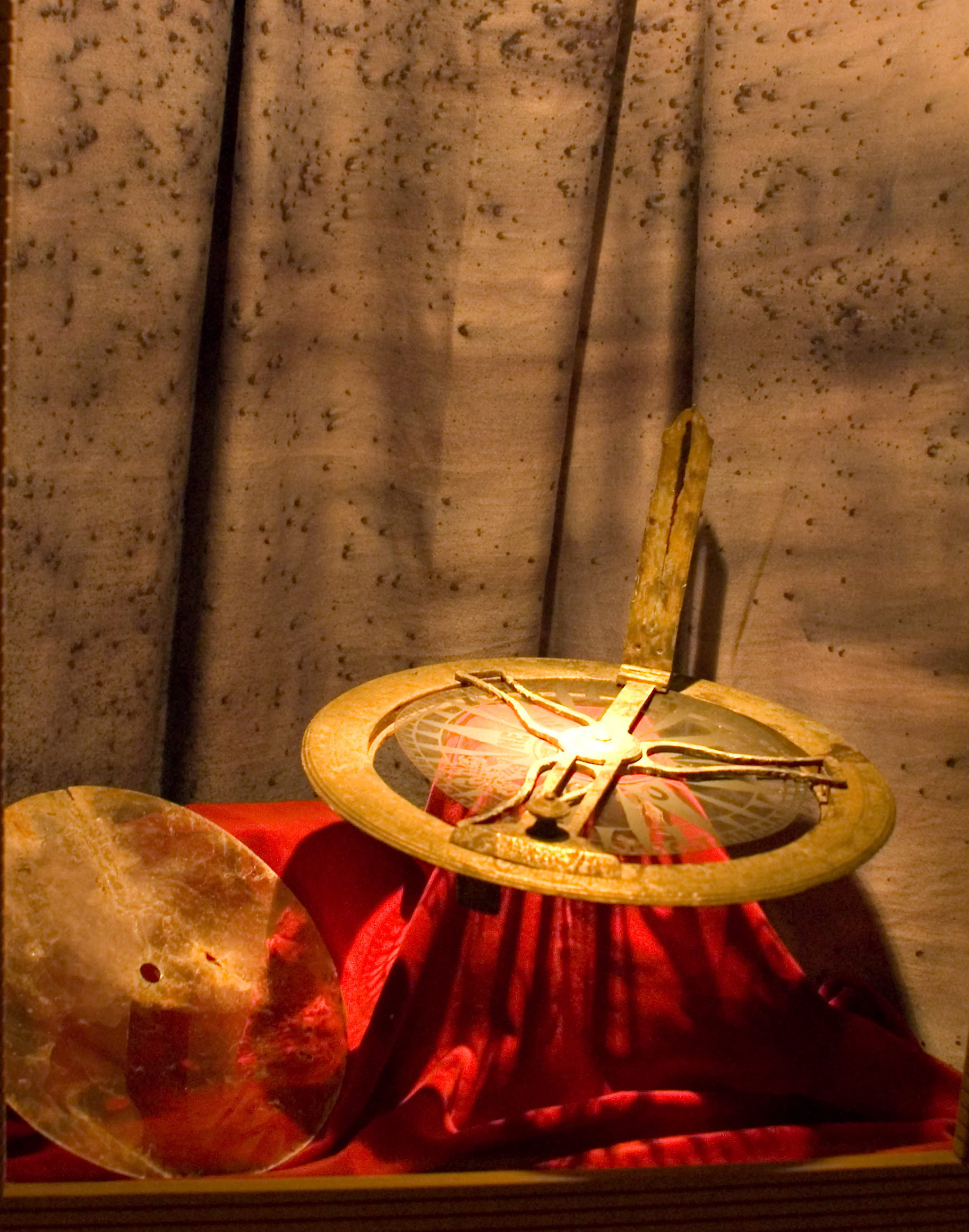
Compas azitumal de relèvement trouvé en fouille en 2005 sur une des épaves de l'expédition Lapérouse à Vanikoro/

Un compas de relèvement est un compas de navigation sur lequel se superpose une alidade, qui permet de mesurer la direction d'un objet ou d'un astre, sur le plan horizontal, par rapport au nord,,. 
La quantité mesurée est donc un azimut. Cet angle est mesuré en degré de 000° à 359°, depuis le nord, vers la droite (sens rétrograde).

## Détail
On distingue :
- l'azimut vrai (Zv), angle entre le nord géographique et la direction de la visée ; c'est la direction à tracer sur la carte, vers l'amer visé, si la visée est utilisée pour faire un point.
- l'azimut compas (Zc), angle mesuré et qui diffère du précédent par la correction, appelée variation (W), à lui apporter :

Zv = Zc + W
- l'azimut compas gyroscopique (Zg), angle mesuré et qui diffère du Zv par la correction, appelée variation gyro (Wg), à lui apporter :

Zv = Zg + Wg
Si on dispose d'un compas magnétique, la variation est égale à la somme de la déclinaison magnétique (écart angulaire à la position de l'observateur entre le nord magnétique et le nord géographique) et de la déviation (correction propre au compas, fonction des masses métalliques du bateau et de son cap) 
soit W = D + δ.
Les corrections W, D et δ se mesurent toujours négativement vers l'ouest et positivement vers l'est (sens trigonométrique inverse, ou sens des aiguilles d'une montre).
Si on dispose d'un compas gyroscopique, cette variation (Wg) est généralement faible (de l'ordre de 1° à 2°). Un compas gyroscopique peut néanmoins ne pas être parfaitement réglé, ou se dérégler. La variation (Wg) se mesure alors (ou se vérifie) régulièrement en visant des astres au lever ou au coucher, et en navigation côtière en relevant des alignements d'amers identifiés sur la carte.
Lorsqu'on ne dispose pas de compas de relèvement, on peut utiliser un taximètre, la mesure obtenue est alors un gisement. On peut en déduire l'azimut en effectuant la somme du Cap suivi au moment de la prise du gisement et de ce dernier. 
Zv=Cv+Gt (azimut vrai) ou Zc=Cc+Gt (azimut compas) ou encore Zg=Cg+Gt (azimut gyro).
Deux mobiles se rapprochant en route stabilisée qui se relèvent à azimuts ou à gisements constants sont en route de collision.